# Henry Clinton (1771–1829)
Henry Clinton, född den 9 mars 1771, död den 11 december 1829, var en brittisk general, son till Henry Clinton (1730–1795).
Clinton stred i de napoleonska krigen 1799–1802, var därefter tre år generaladjutant i Indien, deltog 1805 som engelsk militärattaché vid Kutuzovs armé i slaget vid Austerlitz, var december 1806–november 1807 kommendant i Syrakusa och sändes 1808 som brigadgeneral till Pyreneiska halvön, där han särskilt utmärkte sig vid Vitoria. Han blev generallöjtnant 1814 och förde 1815 med utmärkelse en av Wellingtons divisioner vid Waterloo.